# Omorgus punctatus
Omorgus punctatus là một loài bọ cánh cứng trong họ Trogidae.

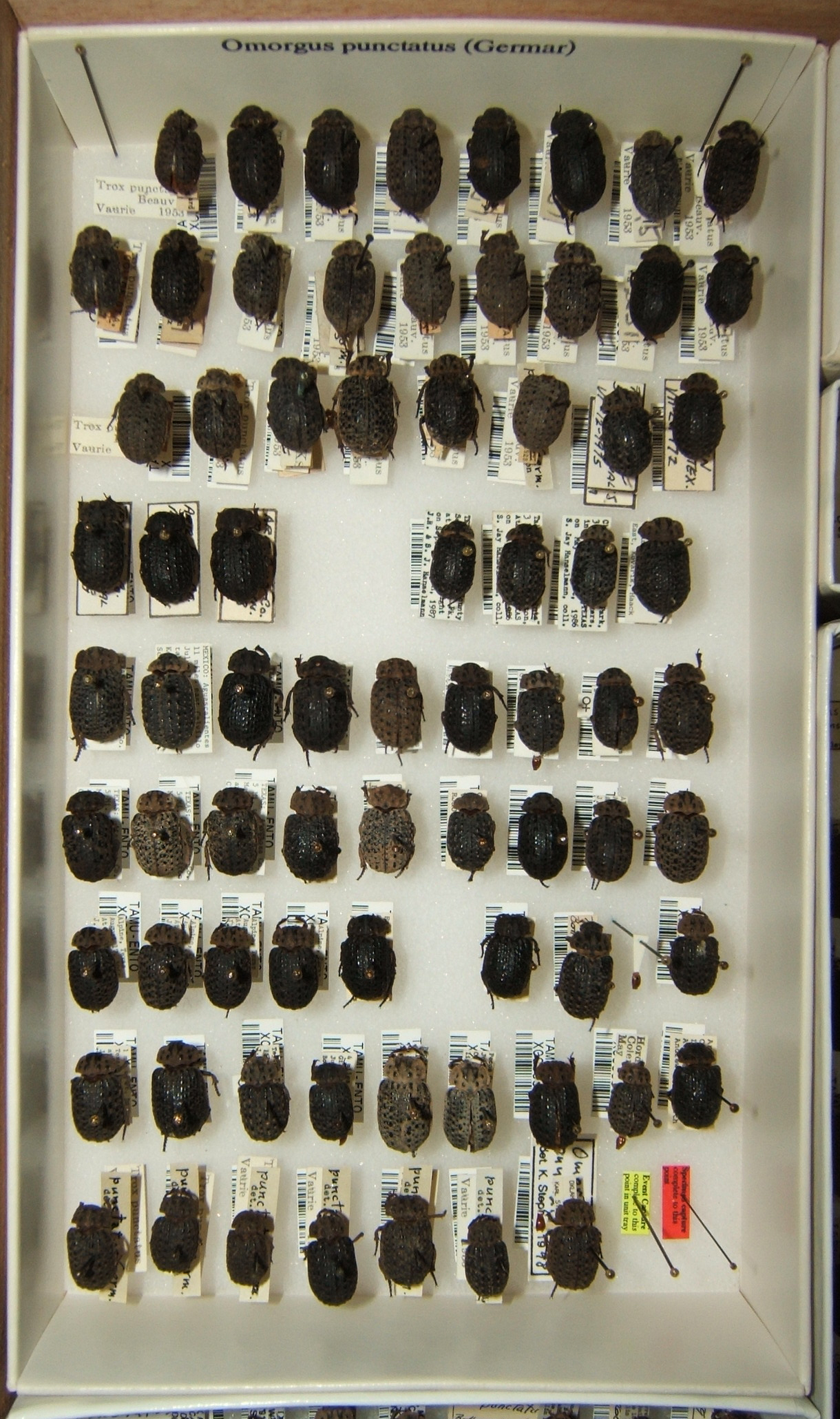
Omorgus punctatus variation